# Liste der denkmalgeschützten Objekte in Schottwien
Die Liste der denkmalgeschützten Objekte in Schottwien enthält die 11 denkmalgeschützten, unbeweglichen Objekte der Gemeinde Schottwien im niederösterreichischen Bezirk Neunkirchen.

## Denkmäler
| Foto |                 | Denkmal                                                                                       | Standort                                                                 | Beschreibung | Metadaten |
| ---- | --------------- | --------------------------------------------------------------------------------------------- | ------------------------------------------------------------------------ | --- | --- |
| ja   | Datei hochladen | Kloster der Passionisten Maria Schutz HERIS-ID: 83910 Objekt-ID: 97967                        | Maria Schutz 1 (Passionistenkloster) Standort KG: Schottwien             | 1728/38 im Zuge des Kirchenbaus unter Graf Joseph Leopold Julius von Walsegg für Wallfahrtspriester erbaut, 1783–1934 Pfarrhof, 1826 Brand des Dachstuhls, 1837 Erdbebenschäden, 1945/47 Behebung der Kriegsschäden, 1925 Übergabe an den Passionistenorden und zu Kloster adaptiert, dreiseitige zweigeschoßige Anlage mit Walmdächern um Rechteckhof, im Osten anschließend an die Kirche, Klosterkapelle hl. Gabriel Possenti im 1. Obergeschoß | BDA-Hist.: Q38181574 Status: § 2a Stand der BDA-Liste: 2025-06-30 Name: Kloster der Passionisten Maria Schutz GstNr.: .119 Kloster Maria Schutz (Schottwien)                                 |
| ja   | Datei hochladen | Kath. Pfarrkirche, Wallfahrtskirche Maria Schutz in Göstritz HERIS-ID: 80188 Objekt-ID: 93905 | bei Maria Schutz 1 Standort KG: Schottwien                               | vor 1679 Marienverehrung beim „Heilig Bründl“, 1679 Pestlazarett und Gelöbnis der Schottwiener zum Bau einer Kapelle, 1721/22 Bau der Kapelle Maria Schutz und Aufstieg zum Wallfahrtsort, 1727 Grundsteinlegung, 1728 Baubeginn der heutigen Kirche unter Graf Joseph Leopold Julius von Walsegg durch den Maurermeister Joseph Steinberger, 1738 Weihe, 1783 Pfarrerhebung, 1826 Brand des Dachstuhls, 1828 Wiederherstellung (Eindeckung der Türme mit Pyramiden- statt Zwiebeldächern), 1837 Erdbebenschäden, 1925 Übergabe an den Passionistenorden, 1934 Verlegung der Pfarre nach Semmering, 1945/47 Beseitigung der Kriegsschäden, 1995 Rekonstruktion der Turmzwiebelhelme nach dem Entwurf von Franz Marx, 1996 Neuerrichtung der Schatzkammer, barocke Saalkirche mit mächtiger Doppelturmfassade, heilkräftige Quelle in einen Brunnen hinter dem Hochaltar gefasst. | BDA-Hist.: Q38172905 Status: § 2a Stand der BDA-Liste: 2025-06-30 Name: Kath. Pfarrkirche, Wallfahrtskirche Maria Schutz in Göstritz GstNr.: .120 Wallfahrtskirche Maria Schutz (Schottwien) |
| ja   | Datei hochladen | Pfarrhof HERIS-ID: 80172 Objekt-ID: 93889                                                     | Hauptstraße 47 Standort KG: Schottwien                                   | | BDA-Hist.: Q38172860 Status: § 2a Stand der BDA-Liste: 2025-06-30 Name: Pfarrhof GstNr.: .70                                                                                                 |
| ja   | Datei hochladen | Bildstock HERIS-ID: 80184 Objekt-ID: 93901                                                    | bei Schottwien 29 Standort KG: Schottwien                                | Tabernakelbildstock um 1500, abgefaster Pfeiler, mächtiger zweiseitig geöffneter Tabernakelaufsatz | BDA-Hist.: Q38172888 Status: § 2a Stand der BDA-Liste: 2025-06-30 Name: Bildstock GstNr.: 598                                                                                                |
| ja   | Datei hochladen | Kath. Filialkirche hl. Veit HERIS-ID: 50535 Objekt-ID: 55609                                  | Hauptstraße 49 Standort KG: Schottwien                                   | Friedhof 1220 urkundlich erwähnt, Vorgängerbau 1266 durch Unwetter zerstört, Karner (1890 bei Renovierung entdeckt) und Michaelskapelle 1415 von Hans Lindner gestiftet, gotische Staffelkirche mit vorgestelltem neogotischen Westturm (1889/92 unter Johann II. Fürst Liechtenstein nach Plänen von Gustav von Neumann neugebaut) sowie Dachreiter, durch die neogotischen Um- und Erweiterungsbauten geprägt, bis 1783 Filiale von Klamm. Mit 1. Mai 2023 wurde die Pfarre Klamm am Semmering der Pfarre Gloggnitz zugeschlagen und die Kirche damit Filialkirche. | BDA-Hist.: Q38040694 Status: § 2a Stand der BDA-Liste: 2025-06-30 Name: Kath. Pfarrkirche hl. Veit GstNr.: .69 Filialkirche Schottwien                                                       |
| ja   | Datei hochladen | Marktkapelle HERIS-ID: 80164 Objekt-ID: 93881                                                 | bei Hauptstraße 8 Standort KG: Schottwien                                | 1. Hälfte des 18. Jahrhunderts „Untere Marktkapelle“, barocke Kapelle mit rundbogigem Blendgiebel, original Schmiedeeisengitter, Kreuzigungsgruppe aus der Zeit. Ursprünglich standen hier drei einfache Holzkreuze. Bei der Kapelle wurden Strafgefangene dem Gegendrichter von Neunkirchen übergeben. | BDA-Hist.: Q38172824 Status: § 2a Stand der BDA-Liste: 2025-06-30 Name: Marktkapelle GstNr.: 668/7                                                                                           |
| ja   | Datei hochladen | Friedhof mit Friedhofskapelle HERIS-ID: 80166 Objekt-ID: 93883                                | südlich Hauptstraße 1 Standort KG: Schottwien                            | 1847 angelegt, 1859 erweitert, Aufbahrungshalle ehem. Gruftkapelle für Leopold und Elisabeth Angerer bezeichnet 1860, neogotischer Bau mit Satteldach und Glockenreiter, innen Kruzifix um 1900 | BDA-Hist.: Q38172833 Status: § 2a Stand der BDA-Liste: 2025-06-30 Name: Friedhof mit Friedhofskapelle GstNr.: 5, .178                                                                        |
| ja   | Datei hochladen | Pest-/Dreifaltigkeitssäule HERIS-ID: 80168 Objekt-ID: 93885                                   | Standort KG: Schottwien                                                  | Die barocke Dreifaltigkeitssäule aus dem 1. Viertel des 18. Jahrhunderts (1720?) wurde von Franz Anton Graf von Walsegg gestiftet. Ursprünglich auf der Semmeringstraße zwischen den Häusern Nr. 48 und 19 aufgestellt, wird sie 1835 auf ihren heutigen Standort verlegt. | BDA-Hist.: Q38172842 Status: § 2a Stand der BDA-Liste: 2025-06-30 Name: Pest-/Dreifaltigkeitssäule GstNr.: 672/3                                                                             |
| ja   | Datei hochladen | Hl. Johannes Nepomuk-Kapelle HERIS-ID: 80170 Objekt-ID: 93887                                 | neben Hauptstraße 62 Standort KG: Schottwien                             | Statue aus der Mitte des 18. Jahrhunderts auf barockem Postament mit spätklassizistischer Giebelkapelle von 1834 | BDA-Hist.: Q38172851 Status: § 2a Stand der BDA-Liste: 2025-06-30 Name: Hl. Johannes Nepomuk-Kapelle GstNr.: 715/3                                                                           |
| ja   | Datei hochladen | Pestpfeiler mit Pietà HERIS-ID: 80185 Objekt-ID: 93902                                        | Standort KG: Schottwien                                                  | um 1650 auf dem ehemaligen Pestfriedhof aufgestellt, schlanker quadratischer Pfeiler, im Tabernakelaufsatz zeitgleiche Statuette Pietà, am Schaft Reliefs Leidenswerkzeuge Christi in Tuch | BDA-Hist.: Q38172897 Status: § 2a Stand der BDA-Liste: 2025-06-30 Name: Pestpfeiler mit Pietà GstNr.: 717                                                                                    |
| ja   | Datei hochladen | Kriegergedächtniskapelle hl. Josef HERIS-ID: 80912 Objekt-ID: 94668                           | Am Sonnwendstein 7, am Gipfel des Sonnwendsteins Standort KG: Schottwien | 1935–1936 als Arbeitsdienstkapelle im Gedenken an die 1935 verunglückte Herma Schuschnigg errichtet, im Zweiten Weltkrieg beschädigt, 1955 wieder hergestellt als Kriegergedächtniskapelle | BDA-Hist.: Q38174728 Status: § 2a Stand der BDA-Liste: 2025-06-30 Name: Kriegergedächtniskapelle hl. Josef GstNr.: 274/107 Josefskapelle Sonnwendstein                                       |